# Férfi egyéni sprint pálya-kerékpározás az 1992. évi nyári olimpiai játékokon
Az 1992. évi nyári olimpiai játékokon a kerékpározás férfi egyéni sprint versenyszámát július 28. és 31. között rendezték a d'Hortawith-pályakerékpár-pályán.
A verseny össztávja 1000 méter volt amely három körből állt és ebből csak az utolsó 200 métert mérték le, az utolsó lemért szakasz tartozott a végeredménybe a táv többi része gyorsulási szakasz volt.

## Versenynaptár
| Dátum                       | Forduló     |
| --------------------------- | ----------- |
| 1992. július 28., kedd      | Selejtező   |
| 1992. július 28., kedd      | 1. forduló  |
| 1992. július 28., kedd      | Vigaszág    |
| 1992. július 29., szerda    | 2. forduló  |
| 1992. július 29., szerda    | Vigaszág    |
| 1992. július 29., szerda    | Negyeddöntő |
| 1992. július 30., csütörtök | Elődöntő    |
| 1992. július 31., péntek    | Döntő       |

## Eredmények
Az időeredmények másodpercben értendők. A rövidítések jelentése a következő:
| - Q: továbbjutás helyezés alapján - OR: olimpiai rekord | - DNS: nem állt rajthoz - DSQ: kizárás |

### Selejtező
A selejtezőből az összes versenyző az 1. forduló került.
| Helyezés | Rsz  | Név                    | Nemzet                        | Idő    | Cs     | Mj |
| Helyezés | Rsz  | Név                    | Nemzet                        | 200 m  | (km/h) | Mj |
| -------- | ---- | ---------------------- | ----------------------------- | ------ | ------ | -- |
| 1.       | 0101 | Jens Fiedler           | Németország (GER)             | 10,252 | 70,230 | OR |
| 2.       | 0017 | Gary Neiwand           | Ausztrália (AUS)              | 10,330 | 69,699 | OR |
| 3.       | 0040 | Curtis Harnett         | Kanada (CAN)                  | 10,368 | 69,444 | OR |
| 4.       | 0125 | Roberto Chiappa        | Olaszország (ITA)             | 10,516 | 68,467 |    |
| 5.       | 0069 | José Moreno            | Spanyolország (ESP)           | 10,550 | 68,246 |    |
| 6.       | 0193 | Kenneth Carpenter      | Egyesült Államok (USA)        | 10,561 | 68,175 |    |
| 7.       | 0089 | Frédéric Magné         | Franciaország (FRA)           | 10,617 | 67,815 |    |
| 8.       | 0142 | Ainārs Ķiksis          | Lettország (LAT)              | 10,749 | 66,982 |    |
| 9.       | 0023 | Erik Schoefs           | Belgium (BEL)                 | 10,819 | 66,549 |    |
| 10.      | 0182 | Jaroslav Jeřábek       | Csehszlovákia (TCH)           | 10,873 | 66,219 |    |
| 11.      | 0135 | Kodzsima Keidzsi       | Japán (JPN)                   | 10,902 | 66,042 |    |
| 12.      | 0177 | Rolf Furrer            | Svájc (SUI)                   | 10,935 | 65,843 |    |
| 13.      | 0006 | José Lovito            | Argentína (ARG)               | 11,024 | 65,312 |    |
| 14.      | 0082 | Nyikolaj Kovs          | Egyesített Csapat (EUN)       | 11,030 | 65,276 |    |
| 15.      | 0047 | Jhon González          | Kolumbia (COL)                | 11,097 | 64,882 |    |
| 16.      | 0161 | Jon Andrews            | Új-Zéland (NZL)               | 11,102 | 64,853 |    |
| 17.      | 0158 | Dirk Jan van Hameren   | Hollandia (NED)               | 11,284 | 63,807 |    |
| 18.      | 0189 | Maxwell Cheeseman      | Trinidad és Tobago (TRI)      | 11,448 | 62,893 |    |
| 19.      | 0021 | Livingstone Alleyne    | Barbados (BAR)                | 11,559 | 62,289 |    |
| 20.      | 0129 | Andrew Myers           | Jamaica (JAM)                 | 11,633 | 61,892 |    |
| 21.      | 0116 | Tulus Widodo Kalimanto | Indonézia (INA)               | 11,697 | 61,554 |    |
| 22.      | 0173 | Sean Bloch             | Dél-afrikai Köztársaság (RSA) | 12,186 | 59,084 |    |
| 23.      | 0027 | Pedro Vaca             | Bolívia (BOL)                 | 12,243 | 58,809 |    |

### 1. forduló
Minden futamgyőztes továbbjutott a 2. fordulóba, a vesztesek a vigaszágra kerültek.
| Helyezés | Rsz      | Név                    | Nemzet                        | Gyi      | Cs       | Mj       |
| Helyezés | Rsz      | Név                    | Nemzet                        | 200 m    | (km/h)   | Mj       |
| 1. futam | 1. futam | 1. futam               | 1. futam                      | 1. futam | 1. futam | 1. futam |
| -------- | -------- | ---------------------- | ----------------------------- | -------- | -------- | -------- |
| 1.       | 0101     | Jens Fiedler           | Németország (GER)             | 11,339   | 63,497   | Q        |
| 2.       | 0161     | Jon Andrews            | Új-Zéland (NZL)               |          |          |          |
| 2. futam |          |                        |                               |          |          |          |
| 1.       | 0017     | Gary Neiwand           | Ausztrália (AUS)              | 11,319   | 63,609   | Q        |
| 2.       | 0047     | Jhon González          | Kolumbia (COL)                |          |          |          |
| 3.       | 0158     | Dirk Jan van Hameren   | Hollandia (NED)               |          |          |          |
| 3. futam |          |                        |                               |          |          |          |
| 1.       | 0040     | Curtis Harnett         | Kanada (CAN)                  | 11,248   | 64,011   | Q        |
| 2.       | 0082     | Nyikolaj Kovs          | Egyesített Csapat (EUN)       |          |          |          |
| 3.       | 0189     | Maxwell Cheeseman      | Trinidad és Tobago (TRI)      |          |          |          |
| 4. futam |          |                        |                               |          |          |          |
| 1.       | 0006     | José Lovito            | Argentína (ARG)               | 11,338   | 63,503   | Q        |
| 2.       | 0125     | Roberto Chiappa        | Olaszország (ITA)             |          |          |          |
| 3.       | 0021     | Livingstone Alleyne    | Barbados (BAR)                |          |          |          |
| 5. futam |          |                        |                               |          |          |          |
| 1.       | 0069     | José Moreno            | Spanyolország (ESP)           | 11,278   | 63,841   | Q        |
| 2.       | 0177     | Rolf Furrer            | Svájc (SUI)                   |          |          |          |
| 3.       | 0129     | Andrew Myers           | Jamaica (JAM)                 |          |          |          |
| 6. futam |          |                        |                               |          |          |          |
| 1.       | 0193     | Kenneth Carpenter      | Egyesült Államok (USA)        | 10,981   | 65,567   | Q        |
| 2.       | 0135     | Kodzsima Keidzsi       | Japán (JPN)                   |          |          |          |
| 3.       | 0116     | Tulus Widodo Kalimanto | Indonézia (INA)               |          |          |          |
| 7. futam |          |                        |                               |          |          |          |
| 1.       | 0089     | Frédéric Magné         | Franciaország (FRA)           | 11,230   | 64,113   | Q        |
| 2.       | 0182     | Jaroslav Jeřábek       | Csehszlovákia (TCH)           |          |          |          |
| 3.       | 0173     | Sean Bloch             | Dél-afrikai Köztársaság (RSA) |          |          |          |
| 8. futam |          |                        |                               |          |          |          |
| 1.       | 0023     | Erik Schoefs           | Belgium (BEL)                 | 11,505   | 62,581   | Q        |
| 2.       | 0142     | Ainārs Ķiksis          | Lettország (LAT)              |          |          |          |
|          | 0027     | Pedro Vaca             | Bolívia (BOL)                 | DNS      |          |          |

### Vigaszág selejtező
Minden futamgyőztes továbbjutott a vigaszág döntőjébe, a vesztesek kiestek.
| Helyezés | Rsz      | Név                    | Nemzet                        | Gyi      | Cs       | Mj       |
| Helyezés | Rsz      | Név                    | Nemzet                        | 200 m    | (km/h)   | Mj       |
| 1. futam | 1. futam | 1. futam               | 1. futam                      | 1. futam | 1. futam | 1. futam |
| -------- | -------- | ---------------------- | ----------------------------- | -------- | -------- | -------- |
| 1.       | 0161     | Jon Andrews            | Új-Zéland (NZL)               | 11,251   | 63,994   | Q        |
| 2.       | 0158     | Dirk Jan van Hameren   | Hollandia (NED)               |          |          |          |
| 2. futam |          |                        |                               |          |          |          |
| 1.       | 0082     | Nyikolaj Kovs          | Egyesített Csapat (EUN)       | 12,000   | 60,000   | Q        |
| 2.       | 0021     | Livingstone Alleyne    | Barbados (BAR)                |          |          |          |
| 3. futam |          |                        |                               |          |          |          |
| 1.       | 0125     | Roberto Chiappa        | Olaszország (ITA)             | 11,106   | 64,829   | Q        |
| 2.       | 0189     | Maxwell Cheeseman      | Trinidad és Tobago (TRI)      |          |          |          |
| 4. futam |          |                        |                               |          |          |          |
| 1.       | 0177     | Rolf Furrer            | Svájc (SUI)                   | 11,700   | 61,538   | Q        |
| 2.       | 0116     | Tulus Widodo Kalimanto | Indonézia (INA)               |          |          |          |
| 5. futam |          |                        |                               |          |          |          |
| 1.       | 0135     | Kodzsima Keidzsi       | Japán (JPN)                   | 11,212   | 64,216   | Q        |
| 2.       | 0129     | Andrew Myers           | Jamaica (JAM)                 |          |          |          |
| 6. futam |          |                        |                               |          |          |          |
| 1.       | 0182     | Jaroslav Jeřábek       | Csehszlovákia (TCH)           | 11,532   | 62,434   | Q        |
| 2.       | 0047     | Jhon González          | Kolumbia (COL)                |          |          |          |
| 7. futam |          |                        |                               |          |          |          |
| 1.       | 0142     | Ainārs Ķiksis          | Lettország (LAT)              | 11,327   | 63,564   | Q        |
| 2.       | 0173     | Sean Bloch             | Dél-afrikai Köztársaság (RSA) |          |          |          |

### Vigaszág döntő
Minden futamgyőztes valamint a legjobb második helyezett továbbjutott a 2. fordulóba, a vesztesek kiestek.
| Helyezés | Rsz      | Név              | Nemzet                  | Gyi      | Cs       | Mj       |
| Helyezés | Rsz      | Név              | Nemzet                  | 200 m    | (km/h)   | Mj       |
| 1. futam | 1. futam | 1. futam         | 1. futam                | 1. futam | 1. futam | 1. futam |
| -------- | -------- | ---------------- | ----------------------- | -------- | -------- | -------- |
| 1.       | 0082     | Nyikolaj Kovs    | Egyesített Csapat (EUN) | 11,971   | 60,145   | Q        |
| 2.       | 0182     | Jaroslav Jeřábek | Csehszlovákia (TCH)     |          |          |          |
| 2. futam |          |                  |                         |          |          |          |
| 1.       | 0161     | Jon Andrews      | Új-Zéland (NZL)         | 11,701   | 61,533   | Q        |
| 2.       | 0177     | Rolf Furrer      | Svájc (SUI)             |          |          |          |
| 3. futam |          |                  |                         |          |          |          |
| 1.       | 0125     | Roberto Chiappa  | Olaszország (ITA)       | 11,264   | 63,920   | Q        |
| 2.       | 0142     | Ainārs Ķiksis    | Lettország (LAT)        |          |          | Q        |
| 3.       | 0135     | Kodzsima Keidzsi | Japán (JPN)             |          |          |          |

### 2. forduló
Minden futamgyőztes továbbjutott a negyeddöntőbe, a vesztesek a vigaszágra kerültek.
| Helyezés | Rsz      | Név               | Nemzet                  | Gyi      | Cs       | Mj       |
| Helyezés | Rsz      | Név               | Nemzet                  | 200 m    | (km/h)   | Mj       |
| 1. futam | 1. futam | 1. futam          | 1. futam                | 1. futam | 1. futam | 1. futam |
| -------- | -------- | ----------------- | ----------------------- | -------- | -------- | -------- |
| 1.       | 0101     | Jens Fiedler      | Németország (GER)       | 11,285   | 63,801   | Q        |
| 2.       | 0142     | Ainārs Ķiksis     | Lettország (LAT)        |          |          |          |
| 3.       | 0023     | Erik Schoefs      | Belgium (BEL)           |          |          |          |
| 2. futam |          |                   |                         |          |          |          |
| 1.       | 0017     | Gary Neiwand      | Ausztrália (AUS)        | 11,112   | 64,794   | Q        |
| 2.       | 0089     | Frédéric Magné    | Franciaország (FRA)     |          |          |          |
| 3.       | 0125     | Roberto Chiappa   | Olaszország (ITA)       |          |          |          |
| 3. futam |          |                   |                         |          |          |          |
| 1.       | 0040     | Curtis Harnett    | Kanada (CAN)            | 10,994   | 65,490   | Q        |
| 2.       | 0161     | Jon Andrews       | Új-Zéland (NZL)         |          |          |          |
|          | 0193     | Kenneth Carpenter | Egyesült Államok (USA)  | DSQ      |          |          |
| 4. futam |          |                   |                         |          |          |          |
| 1.       | 0069     | José Moreno       | Spanyolország (ESP)     | 11,216   | 64,194   | Q        |
| 2.       | 0082     | Nyikolaj Kovs     | Egyesített Csapat (EUN) |          |          |          |
| 3.       | 0006     | José Lovito       | Argentína (ARG)         |          |          |          |

### Vigaszág
Minden futamgyőztes továbbjutott a negyeddöntőbe, a vesztesek kiestek.
| Helyezés | Rsz      | Név               | Nemzet                  | Gyi      | Cs       | Mj       |
| Helyezés | Rsz      | Név               | Nemzet                  | 200 m    | (km/h)   | Mj       |
| 1. futam | 1. futam | 1. futam          | 1. futam                | 1. futam | 1. futam | 1. futam |
| -------- | -------- | ----------------- | ----------------------- | -------- | -------- | -------- |
| 1.       | 0006     | José Lovito       | Argentína (ARG)         | 11,266   | 63,909   | Q        |
| 2.       | 0142     | Ainārs Ķiksis     | Lettország (LAT)        |          |          |          |
| 2. futam |          |                   |                         |          |          |          |
| 1.       | 0193     | Kenneth Carpenter | Egyesült Államok (USA)  | 11,390   | 63,213   | Q        |
| 2.       | 0089     | Frédéric Magné    | Franciaország (FRA)     |          |          |          |
| 3. futam |          |                   |                         |          |          |          |
| 1.       | 0125     | Roberto Chiappa   | Olaszország (ITA)       | 11,137   | 64,649   | Q        |
| 2.       | 0161     | Jon Andrews       | Új-Zéland (NZL)         |          |          |          |
| 4. futam |          |                   |                         |          |          |          |
| 1.       | 0082     | Nyikolaj Kovs     | Egyesített Csapat (EUN) | 11,577   | 62,192   | Q        |
| 2.       | 0023     | Erik Schoefs      | Belgium (BEL)           |          |          |          |

### Negyeddöntő
Minden futamgyőztes továbbjutott az elődöntőbe, míg a vesztesek az 5–8. helyért folytathatták.
| Helyezés | Rsz      | Név               | Nemzet                  | 1.       | Cs       | 2.       | Cs       | 3.       | Cs       | Mj       |
| Helyezés | Rsz      | Név               | Nemzet                  | 200 m    | (km/h)   | 200 m    | (km/h)   | 200 m    | (km/h)   | Mj       |
| 1. futam | 1. futam | 1. futam          | 1. futam                | 1. futam | 1. futam | 1. futam | 1. futam | 1. futam | 1. futam | 1. futam |
| -------- | -------- | ----------------- | ----------------------- | -------- | -------- | -------- | -------- | -------- | -------- | -------- |
| 1.       | 0101     | Jens Fiedler      | Németország (GER)       | 10,883   | 66,158   | 11,322   | 63,593   | -        | -        | Q        |
| 2.       | 0193     | Kenneth Carpenter | Egyesült Államok (USA)  |          |          |          |          |          |          |          |
| 2. futam |          |                   |                         |          |          |          |          |          |          |          |
| 1.       | 0017     | Gary Neiwand      | Ausztrália (AUS)        | 11,375   | 63,296   | 11,576   | 62,197   | -        | -        | Q        |
| 2.       | 0006     | José Lovito       | Argentína (ARG)         |          |          |          |          |          |          |          |
| 3. futam |          |                   |                         |          |          |          |          |          |          |          |
| 1.       | 0040     | Curtis Harnett    | Kanada (CAN)            | 11,183   | 64,383   | 11,161   | 64,510   | -        | -        | Q        |
| 2.       | 0082     | Nyikolaj Kovs     | Egyesített Csapat (EUN) |          |          |          |          |          |          |          |
| 4. futam |          |                   |                         |          |          |          |          |          |          |          |
| 1.       | 0125     | Roberto Chiappa   | Olaszország (ITA)       | 11,134   | 64,666   | 11,325   | 63,576   | -        | -        | Q        |
| 2.       | 0069     | José Moreno       | Spanyolország (ESP)     |          |          |          |          |          |          |          |

### 5–8. helyért
| Helyezés | Rsz  | Név               | Nemzet                  | Gyi    | Cs     | Mj |
| Helyezés | Rsz  | Név               | Nemzet                  | 200 m  | (km/h) | Mj |
| -------- | ---- | ----------------- | ----------------------- | ------ | ------ | -- |
| 5.       | 0193 | Kenneth Carpenter | Egyesült Államok (USA)  | 11,648 | 61,813 |    |
| 6.       | 0006 | José Lovito       | Argentína (ARG)         |        |        |    |
| 7.       | 0082 | Nyikolaj Kovs     | Egyesített Csapat (EUN) |        |        |    |
| 8.       | 0069 | José Moreno       | Spanyolország (ESP)     |        |        |    |

### Elődöntő
A futamok győztesei jutottak a döntőbe, míg a vesztesek a bronzmérkőzésen folytathatták.
| Helyezés | Rsz      | Név             | Nemzet            | 1.       | Cs       | 2.       | Cs       | 3.       | Cs       | Mj       |
| Helyezés | Rsz      | Név             | Nemzet            | 200 m    | (km/h)   | 200 m    | (km/h)   | 200 m    | (km/h)   | Mj       |
| 1. futam | 1. futam | 1. futam        | 1. futam          | 1. futam | 1. futam | 1. futam | 1. futam | 1. futam | 1. futam | 1. futam |
| -------- | -------- | --------------- | ----------------- | -------- | -------- | -------- | -------- | -------- | -------- | -------- |
| 1.       | 0101     | Jens Fiedler    | Németország (GER) | 10,791   | 66,722   | 11,279   | 63,835   | -        | -        | Q        |
| 2.       | 0125     | Roberto Chiappa | Olaszország (ITA) |          |          |          |          |          |          |          |
| 1. futam |          |                 |                   |          |          |          |          |          |          |          |
| 1.       | 0017     | Gary Neiwand    | Ausztrália (AUS)  | 10,912   | 65,982   | 11,293   | 63,756   | -        | -        | Q        |
| 2.       | 0040     | Curtis Harnett  | Kanada (CAN)      |          |          |          |          |          |          |          |

### Döntő
| Helyezés      | Rsz           | Név             | Nemzet            | 1.            | Cs            | 2.            | Cs            | 3.            | Cs            | Mj            |
| Helyezés      | Rsz           | Név             | Nemzet            | 200 m         | (km/h)        | 200 m         | (km/h)        | 200 m         | (km/h)        | Mj            |
| Bronzmérkőzés | Bronzmérkőzés | Bronzmérkőzés   | Bronzmérkőzés     | Bronzmérkőzés | Bronzmérkőzés | Bronzmérkőzés | Bronzmérkőzés | Bronzmérkőzés | Bronzmérkőzés | Bronzmérkőzés |
| ------------- | ------------- | --------------- | ----------------- | ------------- | ------------- | ------------- | ------------- | ------------- | ------------- | ------------- |
| Bronz         | 0040          | Curtis Harnett  | Kanada (CAN)      | 10,930        | 65,873        | 11,102        | 64,853        | -             | -             |               |
| 4.            | 0125          | Roberto Chiappa | Olaszország (ITA) |               |               |               |               |               |               |               |
| Döntő         |               |                 |                   |               |               |               |               |               |               |               |
| Arany         | 0101          | Jens Fiedler    | Németország (GER) | 10,995        | 65,484        | 10,778        | 66,802        | -             | -             |               |
| Ezüst         | 0017          | Gary Neiwand    | Ausztrália (AUS)  |               |               |               |               |               |               |               |

### Végeredmény
| Helyezés    | Név                    | Nemzet                  |
| ----------- | ---------------------- | ----------------------- |
| Arany       | Jens Fiedler           | Németország             |
| Ezüst       | Gary Neiwand           | Ausztrália              |
| Bronz       | Curtis Harnett         | Kanada                  |
| 4.          | Roberto Chiappa        | Olaszország             |
| 5.          | Kenneth Carpenter      | Egyesült Államok        |
| 6.          | José Lovito            | Argentína               |
| 7.          | Nyikolaj Kovs          | Egyesített Csapat       |
| 8.          | José Moreno            | Spanyolország           |
| helyezetlen | Erik Schoefs           | Belgium                 |
| helyezetlen | Jon Andrews            | Új-Zéland               |
| helyezetlen | Frédéric Magné         | Franciaország           |
| helyezetlen | Ainārs Ķiksis          | Lettország              |
| helyezetlen | Kodzsima Keidzsi       | Japán                   |
| helyezetlen | Rolf Furrer            | Svájc                   |
| helyezetlen | Jaroslav Jeřábek       | Csehszlovákia           |
| helyezetlen | Sean Bloch             | Dél-afrikai Köztársaság |
| helyezetlen | Jhon González          | Kolumbia                |
| helyezetlen | Andrew Myers           | Jamaica                 |
| helyezetlen | Tulus Widodo Kalimanto | Indonézia               |
| helyezetlen | Maxwell Cheeseman      | Trinidad és Tobago      |
| helyezetlen | Livingstone Alleyne    | Barbados                |
| helyezetlen | Dirk Jan van Hameren   | Hollandia               |
| helyezetlen | Pedro Vaca             | Bolívia                 |